# Liste der Wappen im Landkreis Roth
Die Liste der Wappen im Landkreis Roth zeigt die Wappen der Gemeinden im bayerischen Landkreis Roth.

## Landkreis Roth

Landkreis Roth Gespalten durch eine eingeschweifte goldene Spitze, darin eine heraldische Rose mit silbernem Butzen und silbernen Kelchblättern; vorne geviert von Silber und Schwarz, hinten in Rot ein wachsender silberner Bischofsstab.
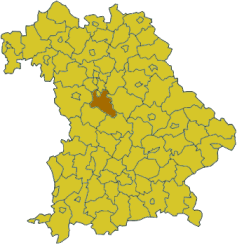
Lage des Landkreises Roth in Bayern
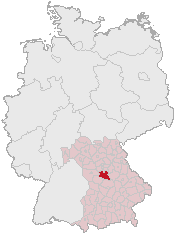
Lage des Landkreises Roth in Deutschland
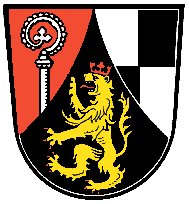
Landkreis Hilpoltstein (–1972) Gespalten durch eine eingeschweifte schwarze Spitze, darin ein rot gekrönter und rot bewehrter goldener Löwe; vorne in Rot ein wachsender silberner Bischofsstab, hinten geviert von Silber und Schwarz.
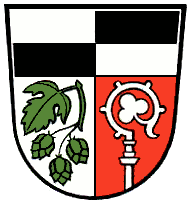
Landkreis Schwabach (–1972) Unter von Silber und Schwarz geviertem Schildhaupt gespalten von Silber und Rot; vorne eine grüne Hopfenrebe mit Blatt und drei Dolden, hinten ein linksgewendeter, wachsender silberner Bischofsstab.

## Wappen der Städte, Märkte und Gemeinden

Stadt Abenberg Gespalten von Gold und Rot; vorne ein rot gekrönter und rot bewehrter schwarzer Löwe, hinten ein auswärts gekehrter silberner Bischofsstab.
Markt Allersberg In Rot drei silberne Zinnentürme, deren mittlerer höher ist, über einer durchgehenden silbernen Zinnenmauer, die mit einem goldenen Schild belegt ist; darin übereinander zwei schreitende rote Löwen.
Gemeinde Büchenbach In Silber über gesenktem grünem Wellenbalken eine bewurzelte grüne Buche, beseitet rechts von einem von Silber und Schwarz gevierten Schild, links von einem schwarzen Schild mit silbernem Schrägbalken, der mit drei roten Sparren belegt ist.
Gemeinde Georgensgmünd In Silber ein blauer Wellengöpel; vorne ein schwebendes rotes Balkenkreuz, hinten zwei übereinander stehende grüne Hopfendolden an einem Stiel
Stadt Greding In Blau auf goldenem Stuhl sitzend ein golden gekleideter und gekrönter Fürst mit erhobener Rechte, in der Linken ein Zepter.
Stadt Heideck Gespalten; vorne in Gold ein zugewendeter schwarzer Flug; hinten geteilt von Rot, Silber und Blau.
Stadt Hilpoltstein Unter dreimal von Silber und Blau geteiltem Schildhaupt in Gold ein rot gezungter schwarzer Adler.
Gemeinde Kammerstein Gespalten; vorne in Gold ein rot bewehrter schwarzer halber Adler am Spalt, hinten in Silber übereinander drei sechsspeichige rote Räder.
Gemeinde Rednitzhembach Geteilt; oben in Schwarz ein wachsendes oberhalbes silbernes Mühlrad, unten gespalten von Silber und Rot mit aufgelegtem blauem Wellenbalken.
Gemeinde Rohr Geviert von Rot und Schwarz, belegt mit zwei schräg gekreuzten goldenen Rohrkolben, in der Mitte überdeckt von einem silbernen Balken.
Stadt Roth Geviert von Silber und Schwarz; in 1 der rote Großbuchstabe R.
Gemeinde Röttenbach In Silber ein roter Schrägwellenbalken, oben die Krümme eines schwarzen Bischofstabes, unten ein schwebendes schwarzes Tatzenkreuz.
Markt Schwanstetten Unter zinnenförmig von Schwarz und Silber geteiltem Schildhaupt in Blau auf grünem Berg ein golden bewehrter silberner Schwan
Stadt Spalt In Rot auf grünem Boden eine zweitürmige silberne Kirche mit blauen Dächern, darauf goldene Kreuze, im Langhaus ein offenes Tor; links begleitet von einer grünen Eiche.
Markt Thalmässing Gespalten von Silber und Rot; vorne am Spalt ein halber, golden bewehrter roter Adler, hinten auf grünem Boden, darin ein silberner Wellenbalken und zwei goldene Laubbäume, am Spalt ein silberner Zinnenturm.
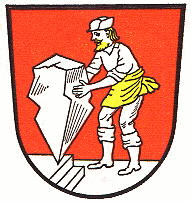
Markt Wendelstein In Rot ein silbern gekleideter Steinhauer mit Kappe und goldenem Schurzfell, der auf silbernem Boden steht und einen behauenen silbernen Stein auf der Spitze wendet.

## Ehemalige Gemeinden mit eigenem Wappen

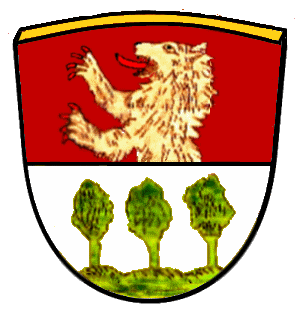
Gemeinde Bernlohe (Roth)
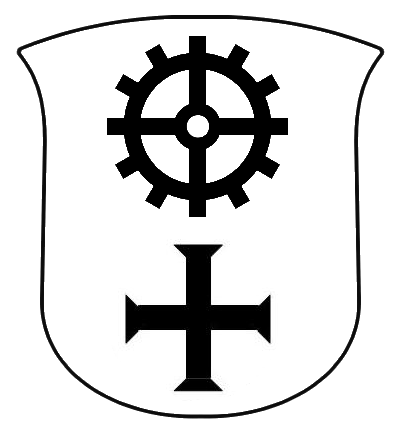
Gemeinde Eckersmühlen In Silber, oben ein schweres Mühlenrad, unten ein frei schwebendes Tatzenkreuz.
Gemeinde Enderndorf
Gemeinde Eysölden
Gemeinde Fünfbronn
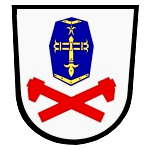
Gemeinde Kleinschwarzenlohe
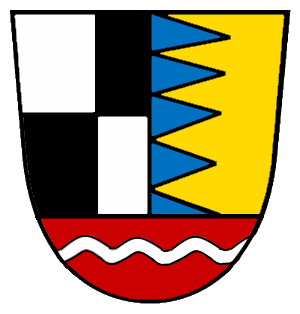
Gemeinde Regelsbach
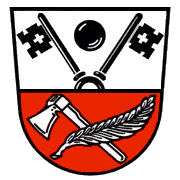
Gemeinde Röthenbach bei St. Wolfgang